# Tiburzio Spannocchi

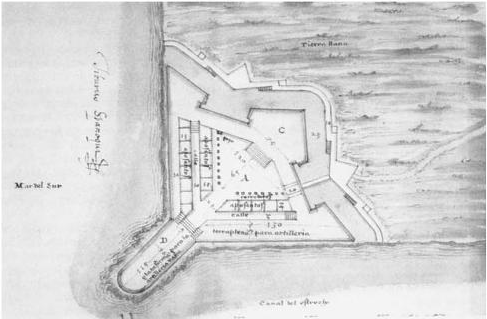
Desenho para uma fortificação a construir nas costas do Estreito de Maglhães produzido por Tiburzio Spannocchi em 1584.

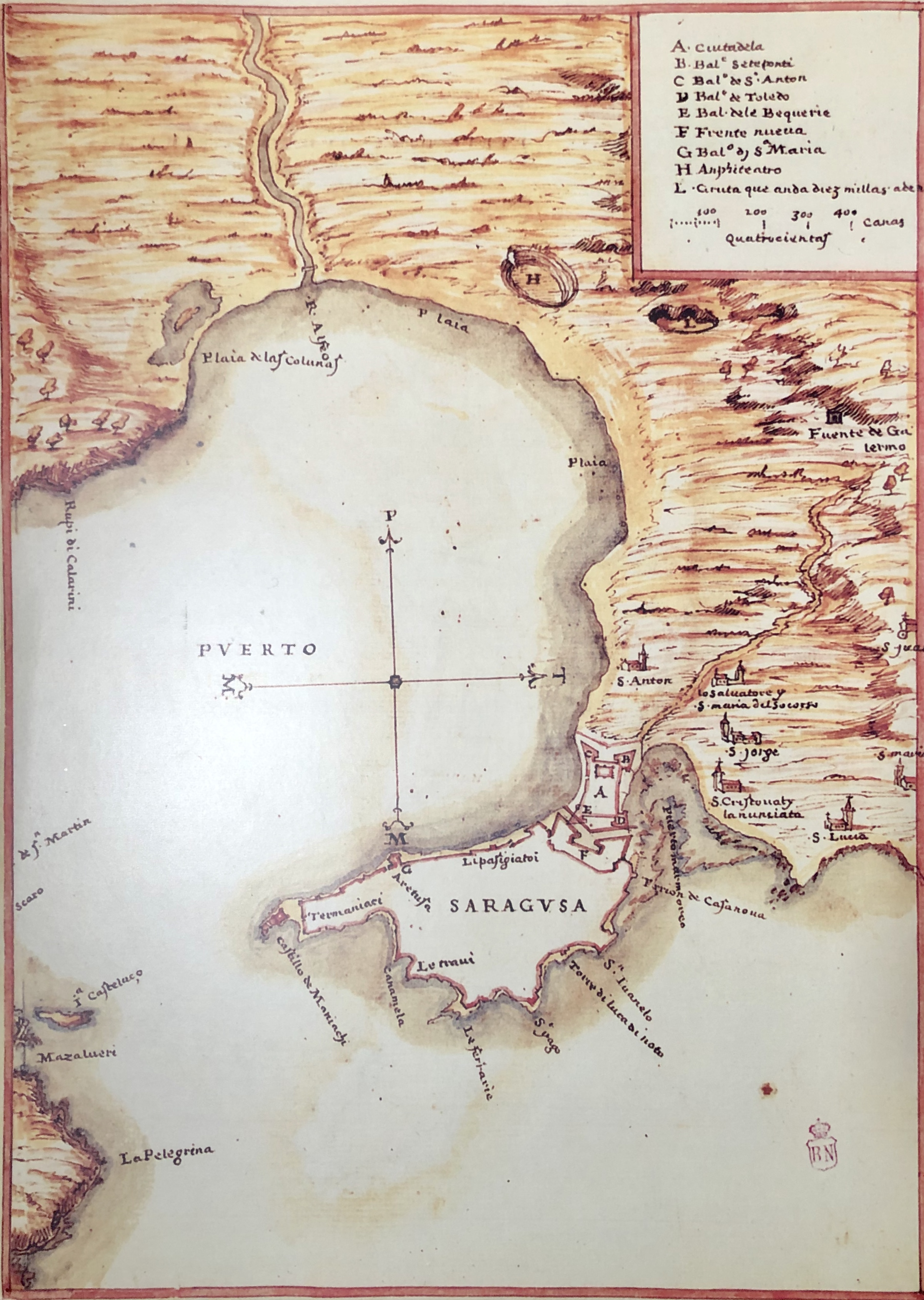
Mapa de Siracusa realizado em 1578 por Tiburzio Spannocchi (Museu Nacional de Madrid).

Tiburzio Spannocchi (Siena, 1543 — Madrid, 1606), também grafado Tiburcio Spanochi, Spanoqui ou Espanochi, e mesmo Tibulchio Spanoce  (Siena, século XVI) foi um engenheiro militar e arquiteto italiano, que se destacou principalmente no campo da engenharia militar. Exerceu a sua actividade em Itália e Espanha. Foi, a par de Filippo Terzi, o mais famoso arquiteto e engenheiro militar ativo na Península Ibérica na segunda metade do século XVI.

## Biografia
Nasceu em Siena, então parte de República de Siena, no seio da família de' Spannocchi, uma família de banqueiros pertencentes à nobreza sienense. Muito jovem foi para Roma, ficando a cargo do cardeal Zaccaria Dolfin, ali permanecendo até 1572.
Em 1575 foi comissionado por Marcantonio Colonna, então capitão-general da armada papal, para realizar uma inspeção das fortalezas na Itália central. Em 1577, depois de Marcantonio Colonna ser nomeado vice-rei da Sicília, partiu para aquele reino ao seu serviço, onde trabalhou durante cerca de dois anos na redação de um relatórios sobre as fortificações e sistemas urbanos das grandes cidades do Reino da Sicília, visando construir fortificações que permitissem a defesa das populações de ataques piratas. Com esse objetivo, elaborou um projeto de fortificação do porto interno da antiga vila de Taranto.
Assim, precedendo Camillo Camilliani em cerca de uma década, e baseando-se em alguns princípios, como a fácil disponibilidade local de materiais de construção e a proximidade de centros comerciais e de produção, projetou um sistema de torres que permitiria não só a defesa, mas também a montagem de um conjunto de estruturas semafóricas que permitiria a comunicação com as torres vizinhas e com o território atrás delas.
Foi neste período que produziu a obra intitulada Descripción de las marinas de todo el Reino de Sicilia (1578), atualmente mantida na Biblioteca Nacional de Madrid. Este relatório circunstanciado sobre o estado do sistema de defesa das cidades do litoral da Sicília, encomendada pelo vice-rei da Sicília Marcantonio Colonna, à época o governante do Reino da Sicília nomeado por Felipe II de Espanha. O trabalho demorou três anos a ser feito, sendo passado a limpo e aquarelado em 1596, ano em que foi dado por finalizado.
Em 1580 foi chamado à Espanha pelo rei Filipe II por recomendação do próprio Marcantonio Colonna. Como os engenheiros militares no século XVI eram muito estimados em Espanha e podiam esperar receber chorudas remunerações, Spannocchi decidiu instalar-se em Madrid. Primeiro trabalhou na fortaleza de Fuenterrabía (País Basco), depois realizou projetos de engenharia militar em quase toda a Península Ibérica: Jaca, Cadiz, Gibraltar, La Coruña, Zaragoza e Sevilha foram alguns dos locais onde realizou trabalhos de fortificação.
Passou então a elaborar detalhados relatórios, a que chamava relaciones, sobre a sitação em termos de defesa de múltiplos pontos de interesses estratégico. Na linha das relaciones efetuadas in loco para todos os reinos sob o domínio de Espanha, incluindo as conquistas das Américas (essas denominadas como Relaciones Geográficas de Indias), os relatórios por ele elaborados contêm uma descrição minuciosa das particularidades de cada cidade, apontando os seus inconvenientes do ponto de vista da defesa militar. Esses levantamentos eram enviados à Coroa Espanhola e envolviam pelo menos três tipos de representação:
- uma planta de situação das cidades;
- uma vista em perfil das mesmas; e
- o(s) projeto(s) de fortificação (representação planimétrica), com o respectivo parecer técnico do engenheiro militar.

Foi nomeado Arquiteto-Mor da Coroa Espanhola por Filipe II e feito cavaleiro da Ordem de São João de Jerusalém.
Em 1597, por encomenda de D. Juan Idiáquez elaborou um novo plano urbanístico para a cidade basca de San Sebastián.
Em 1603 acompanhou Francisco Gómez de Sandoval y Rojas, o duque de Lerma, numa curta viagem.
É autor do projecto de uma "cidadela" para a cidade de Cremona, datado de 1595.
Engenheiro-mor de Espanha, é-lhe atribuído o projeto do Forte do Mar em Salvador, certamente um projeto de gabinete, uma vez que não há informação de visita sua ao Brasil, dada a sua avançada idade à época. Esse projeto foi, certamente, corrigido e adequado às condições topográficas locais pelo Engenheiro-mor do Brasil, Francisco de Frias da Mesquita, e enviado novamente a Lisboa ou Madri para aprovação em 1609. Conforme carta de D. Diogo de Menezes, datada de 22 de abril de 1609, uma planta teria sido "debuxada" por Spanoqui "para o forte sobre hua lagem" e, o fato de não estar de acordo com o sítio, fez com que Frias traçasse uma nova planta, provavelmente a que aí se apresenta. A obra efetiva só se realizou em 1622, conforme outro projeto (SILVA NIGRA, 1945).
Morreu em 1606, em Madrid, possivelmente por suicídio.

## Links
- La Lentini di Carlo. Il progetto urbanistico di Carlentini nella rivista on-line "La Freccia Verde" n. 75.
- G. Bosco, Architetti contro Pirati, nella rivista on-line "La Freccia Verde" n. 80.
- Cenni biografici ed estratto da Descripciòn de las marinas de todo el Reino de Sicilia
- La Lentini di Carlo. Il progetto urbanistico di Carlentini nella rivista on-line "La Freccia Verde" n. 75.
- G. Bosco, Architetti contro Pirati, nella rivista on-line "La Freccia Verde" n. 80.
- SPANNOCCHI, T. Marine del Regno di Sicilia. A cura di Rosario Trovato. Ordine degli architetti della provincia di Catania. 1993 Cenni biografici ed estratto in spagnolo da : Biblio 3W, Revista Bibliográfica de Geografía y Ciencias Sociales. Universidad de Barcelona, Nº 17, 25 de abril de 1997.  ISSN 1138-9796.
- Cenni biografici ed estratto in spagnolo da: Historia Militar de España Ingenieros militares
- Historia Militar de España Ingenieros militares

### Mapas de Spannocchi disponíveis
- Palermo
- Fuenterrabía
- Siracusa